# كيفن غودفري
كيفن غودفري (بالإنجليزية: Kevin Godfrey)‏ (24 فبراير 1960 في المملكة المتحدة - ) هو لاعب كرة قدم بريطاني في مركزي جناح ‏ والهجوم. لعب مع نادي برينتفورد ونادي بليموث أرجايل ونادي ليتون أورينت ونادي ييدينغ ‏.

## وصلات خارجية
- كيفن غودفري على موقع قاعدة بيانات كرة القدم.إي يو (الإنجليزية)